# Стилианидис, Христос
Христос Стилианидис (греч. Χρήστος Στυλιανίδης; род. 26 июня 1958[…], Никосия, Никосия) — греческий и кипрский политический и государственный деятель. Член партии Демократическое объединение. Действующий министр по вопросам климатического кризиса и гражданской защиты Греции с 10 сентября 2021 года. В прошлом — европейский комиссар по гуманитарной помощи и антикризисным мерам в Комиссии Юнкера (2014—2019).

## Биография
Родился 26 июня 1958 года в Никосии.
В 1984 году окончил Университет Аристотеля в Салониках, получив специальность стоматолог-хирург. Позднее окончил Школу управления им. Джона Ф. Кеннеди при Гарвардском университете, получив специальность в области государственного управления.
В 1995 году выступил соучредителем Движения политической модернизации и реформ, направленного на поддержку вступления Кипра в Европейский Союз.
Поддержал План Аннана по урегулированию кипрского конфликта.
В 1998—1999 годах — пресс-секретарь правительства Глафкоса Клиридиса.
С 2006 по 2013 год работал в ОБСЕ, а также являлся членом кипрского парламента. В период с 2011 по 2013 год Стилианидис занимал должность заместителя председателя Комитета иностранных и европейских дел. В 2013—2014 годах был пресс-секретарём правительства Никоса Анастасиадиса.
В 2014 году был избран в Европарламент, где работал в ряде комитетов, в том числе в комитете по бюджету и в делегации по отношениям с США. C 1 ноября 2014 года являлся европейским комиссаром по гуманитарной помощи и антикризисным мерам. Также выступал координатором ЕС в борьбе с распространением лихорадки Эбола
.
6 сентября 2021 года получил портфель министра по вопросам климатического кризиса и гражданской защиты Греции в кабинете Мицотакиса. Министерство создано после лесных пожаров в Греции летом 2021 года. 31 августа от поста министра отказался Эвангелос Апостолакис. Приведение к присяге запланировано на 10 сентября. Также получит почётное гражданство Греции.